# Mellionnec
Mellionnec település Franciaországban, Côtes-d’Armor megyében. Lakosainak száma 420 fő (2022. január 1.). Mellionnec Langoëlan, Plouray, Ploërdut, Rostrenen, Glomel, Lescouët-Gouarec, Plélauff és Plouguernével községekkel határos.

## Népesség
A település népességének változása:
| Lakosok száma | 749  | 567  | 420  | 413  | 418  | 421  | 399  | 391  | 395  | 420  |
|               | 1968 | 1982 | 1990 | 2006 | 2013 | 2015 | 2017 | 2019 | 2020 | 2022 |